# ディズニー・パイレーツ・サマー
『ディズニー・パイレーツ・サマー』(Disney Pirates Summer)は、2017年より東京ディズニーシーで毎年開催された夏のイベント名称。2023年現在、開催情報は存在しない。

## 概要
映画『パイレーツ・オブ・カリビアン』シリーズの世界をテーマとしたスペシャルイベント。元々は初年度に公開された『パイレーツ・オブ・カリビアン/最後の海賊』とのタイアップ企画だったものの、ゲストから好評だったことから翌年度以降も開催が継続された。なお、開催されるショーやアトモスフィアにはミッキーマウスと仲間達の出演はないもののイベント中は彼らが海賊の衣装を纏ったオリジナルグッズが限定販売されている。
2020年度はコロナ禍の影響により中止され、2021年以降は公式情報や発表がなく、開催が途絶えた状態となっている。

## 2017年
2017年7月11日から同年8月31日の期間で開催された。

### エンターテイメント

#### パイレーツ・サマーバトル“ゲット・ウェット!”
ポルト・パラディーゾを占拠したキャプテン・バルボッサと、キャプテン・ジャック・スパロウとの戦いが繰り広げられる。
「リドアイル」、「ピアッツア・トポリーノ」、「ザンビーニ・ブラザーズ・リストランテ前」のショーエリアは抽選による入れ換え制となる（1回目公演は抽選無しの先着順）。
公演情報
- 公演場所：メディテレーニアンハーバー
- 公演回数：1日3回公演
- 公演時間：約20分
- 出演者数：約80人
- 出演キャラクター：キャプテン・ジャック・スパロウ、キャプテン・バルボッサ

#### パイレーツ・キャンティーナ・フィエスタ
ロストリバーデルタのレストラン「ミゲルズ・エルドラド・キャンティーナ」は海賊の酒場をイメージした装飾となり、アトモスフィア・エンターテイメントが開催される。
ミゲルズ・エルドラド・キャンティーナでは、イベントにちなんだスペシャルセット、アルコール飲料を含むスペシャルドリンクの販売の他、通常販売されるケサディーヤもトルティーヤが竹炭で黒くしたものが提供されるなど、イベントにちなんだ変更がされている。
店内の1階では、バルボッサ海賊団のメンバーで結成された「海賊楽団」が店内で歌と演奏によるショーを行う。楽団はボーカルとMC担当の団長1人と楽器担当の6人で構成。1日5回から6回、1回約25分の公演が行われている。

#### アトモスフィア・エンターテイメント
メディテレーニアンハーバーで個性豊かな海賊たちによるグリーティング、ロストリバーデルタではゲストを一人前の海賊にする参加型のショーを実施。

### デコレーション
海賊船に乗っているような写真や牢獄に閉じ込められたような写真を撮影できるフォトロケーションを設置。また、メディテレーニアンハーバーを中心にイベントの装飾が施された。

## 2018年
2018年7月10日から同年9月2日まで開催された。

### エンターテイメント

#### パイレーツ・サマーバトル“ゲット・ウェット!”
バルボッサの台詞が一部追加され、訓練内容が変更された。
公演情報
- 公演場所：メディテレーニアンハーバー
- 公演回数：1日3回公演
- 公演時間：約25分
- 出演者数：約80人
- 出演キャラクター：キャプテン・ジャック・スパロウ、キャプテン・バルボッサ

#### パイレーツ・キャンティーナ・フィエスタ
2017年同様、ロストリバーデルタのレストラン「ミゲルズ・エルドラド・キャンティーナ」にて実施。
公演情報
- 公演回数：13時～20時の間に5～6回
- 演奏曲
  - 10,000Miles Away
  - Heave Away
  - Fathom The Bowl
  - Courtin In The Kitchen
  - ホーンパイプ（トゥルトゥーガ）

#### アトモスフィア・エンターテイメント
メディテレーニアンハーバーで個性豊かな海賊たちによるグリーティング、ゲストを一人前の海賊にする参加型のショーを実施。

### デコレーション
海賊船に乗っているような写真や牢獄に閉じ込められたような写真を撮影できるフォトロケーションを設置。また、メディテレーニアンハーバーを中心にイベントの装飾が施された。

## 2019年
2019年7月9日から同年9月1日まで開催された。また同年7月8日にはメディア用プレビューが開催された。
「パイレーツ・キャンティーナ・フィエスタ」は開催されなかった。

### エンターテイメント

#### パイレーツ・サマーバトル“ゲット・ウェット!”
基本前年と同じ内容であるが、これまではショーエリアではなかったフォートレス・エクスプロレーションの横の広場もショーエリアとなり、メディテレーニアンハーバーで繰り広げられるジャック・スパロウとキャプテン・バルボッサの戦いの裏で行われていた海賊たちのサブストーリーが展開された。
公演情報
- 公演場所：メディテレーニアンハーバー
- 公演回数：1日3回公演
- 公演時間：約25分
- 出演者数：約90人
- 出演キャラクター：キャプテン・ジャック・スパロウ、キャプテン・バルボッサ

#### アトモスフィア・エンターテイメント
メディテレーニアンハーバーで個性豊かな海賊たちによるグリーティング、ゲストを一人前の海賊にする参加型のショーを実施。

### デコレーション
海賊船に乗っているような写真を撮影できるフォトロケーションを設置。また、メディテレーニアンハーバー周辺にイベントの装飾が施された。

## 2020年とそれ以降
2020年7月1日から同年9月2日に開催予定であったが、新型コロナウイルス感染症の流行の影響で開催中止とする発表が、同年6月23日になされた。しかし、公式発表がないまま2021年以降は本イベントの一切の情報が途絶えた状態となっている。

## 2023年
新型コロナが5類移行となったが、昨年に引き続き公式からの開催発表はなく、本年度も結局開催されることはなかった。

## 関連
- ウォータープログラム - 東京ディズニーランドおよび東京ディズニーシーで開催される散水プログラム
- ディズニー夏祭り - 東京ディズニーランドで2012年から2018年まで開催された夏のイベント
- ディズニー・サマーフェスティバル - 2013年から2016年の間に東京ディズニーシーで開催されていた夏のイベント